# Pu-taj (Nevető Buddha)

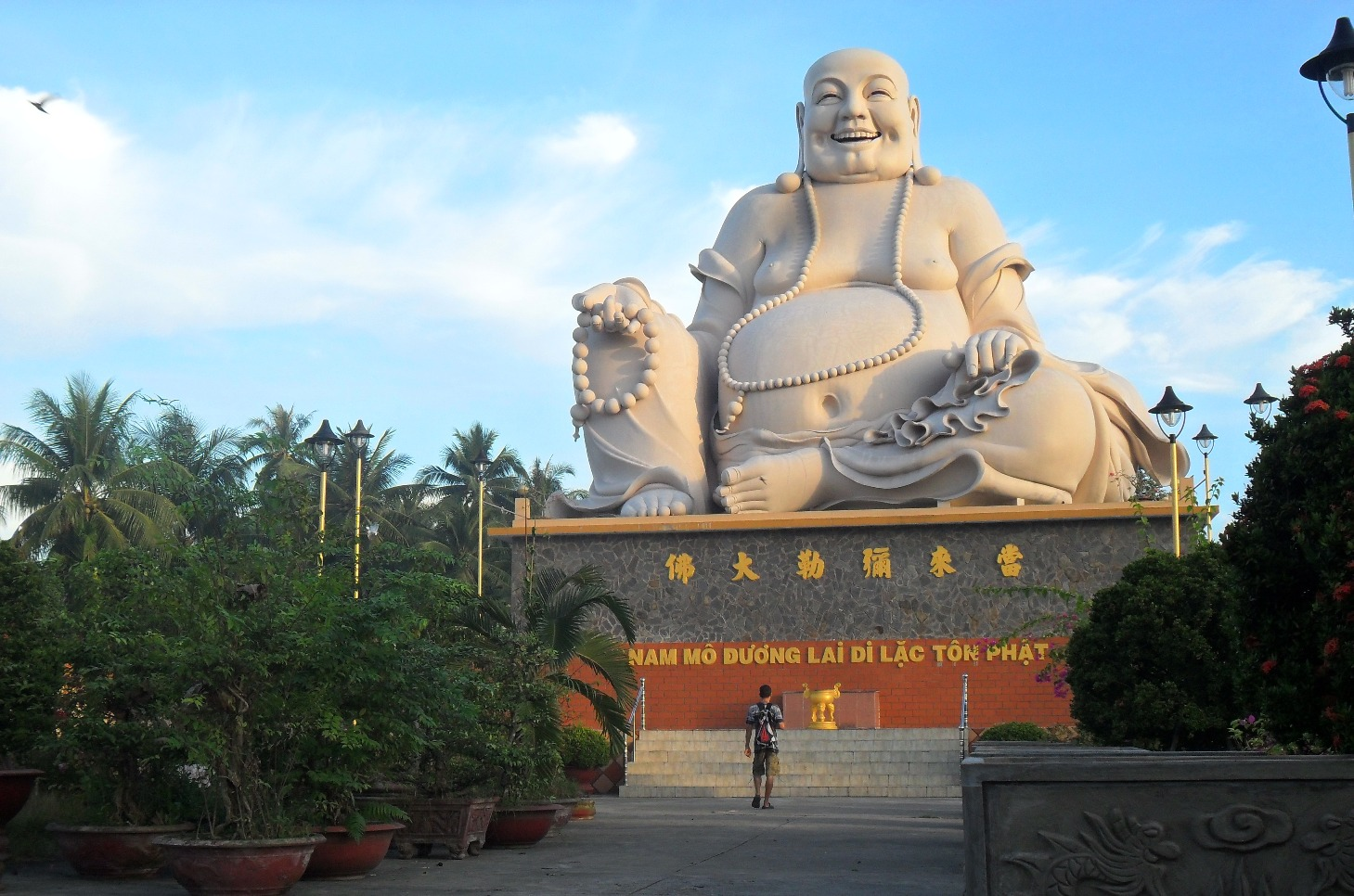
Budai szobra Dél-Vietnámban, My Tho, Ving Trang Pagoda

Pu-taj (más nevein: Budai, Nevető Buddha; kínaiul:  布袋, japánul: 布袋 (Hotei), vietnámiul: BO Đài) a kínai mitológia egy kulcsfigurája. A buddhizmus, a taoizmus és a sintoizmus egyik fontos alakja és szentje. Japánban a hét szerencseisten egyike. Általában véve a bőség, a boldogság, az öröm, a szerencse istene.
Legtöbbször úgy ábrázolják, mint egy nagy hasú, nevető, kopasz szerzetes. Sok nyugati ember összetéveszti a történelmi Buddhával.

## Háttér
A 10. századi csan szerzetessel, Kícsivel (Qìcǐ, kínai: 契此) azonosítják, aki a buddhizmus terjesztője volt Kelet-Kínában. A Budai nevet becenévként kapta (jelentése: vászonzsák, szövettáska). Kícsi vászonzsákos, koldus, megvilágosodott szerzetesként élt. Az összegyűjtött alamizsnát gyakran adta tovább gyermekeknek és rászoruló szegény embereknek. Nincstelensége ellenére az elégedettséget, a nagylelkűséget, a kedvességet, a jókedvet sugározta. A beteljesült jóslásairól is ismert volt. Azt tartják róla, hogy Maitreja Buddha (kínai: Mi-lo vagy Milefo, japán: Miroku, koreai: Miruk) földi megtestesülése (reinkarnációja) volt. Ezért a 14. századtól kezdve Maitreja ábrázolásai összeolvadnak Budaival.

## Fordítás
- Ez a szócikk részben vagy egészben  a   Budai című angol Wikipédia-szócikk fordításán alapul.  Az eredeti cikk szerkesztőit annak laptörténete sorolja fel. Ez a jelzés csupán a megfogalmazás eredetét és a szerzői jogokat jelzi, nem szolgál a cikkben szereplő információk forrásmegjelöléseként.
- Ez a szócikk részben vagy egészben  a   Budai című francia Wikipédia-szócikk fordításán alapul.  Az eredeti cikk szerkesztőit annak laptörténete sorolja fel. Ez a jelzés csupán a megfogalmazás eredetét és a szerzői jogokat jelzi, nem szolgál a cikkben szereplő információk forrásmegjelöléseként.